# دانشگاه اسیوط
دانشگاه اسیوط (به عربی: جامعة أسیوط) یک دانشگاه در مصر است که در اسیوط واقع شده‌است.